# Melmore
Melmore – jednostka osadnicza w Stanach Zjednoczonych, w stanie Ohio, w hrabstwie Seneca.